# Corades tripunctata
Corades tripunctata är en fjärilsart som beskrevs av Gustav Weymer 1890. Corades tripunctata ingår i släktet Corades och familjen praktfjärilar. Inga underarter finns listade i Catalogue of Life.